# Voll erwischt!
Voll erwischt! (jap. まいりました、先輩, Mairimashita, Senpai) ist eine Mangaserie von Azusa Mase, die seit 2016 in Japan erscheint. Das Werk ist in die Genres Shōjo und Romantik einzuordnen und wurde in mehrere Sprachen übersetzt.

## Inhalt
Eines Morgens findet Serina auf ihrem Tisch in der Schule den Text eines Liebeslieds. Ein anderer Schüler muss ihn dort hinterlassen haben und um herauszufinden wer, schreibt sie Nachrichten an die gleiche Stelle. Denn den Text findet sie zwar kitschig, aber auch niedlich und will herausfinden wer dahinter steckt. Schließlich stellt sich Mizukawa aus der Klasse über ihr als der Autor heraus. Doch der ist, anders als im Liedtext, gar nicht von plötzlicher gegenseitiger Liebe überzeugt. Vielmehr müsse man seine Liebe erobern. Serina nimmt die Herausforderung an, denn sie hat sich gleich in den wortkargen, verschlossenen Jungen verliebt. So trifft sie ihn immer wieder, gesteht ihm, dass sie sich verliebt hat, bis er schließlich einwilligt, mit ihr auszugehen. Auch wenn Mizukawa sie warnt, dass sie es ihm nicht leicht haben wird und die Beziehung vielleicht schnell vorbei ist, bemüht sich Serina, dass auch er sich in sie verliebt.

## Veröffentlichung
Die Serie erschien von 2016 bis 2020 im Magazin Dessert bei Kodansha. Der Verlag brachte die Kapitel auch in zehn Sammelbänden heraus. Der 5. Band verkaufte sich in zwei Wochen fast 50.000 Mal, der 6. Band in der ersten Woche über 35.000 Mal.
Eine deutsche Übersetzung erschien von Mai 2019 bis August 2021 bei Kazé Deutschland mit allen Bänden. Kodansha selbst bringt den Manga auf Englisch als You Got Me, Sempai! heraus, Kana veröffentlicht eine französische Fassung als Irrésistible.